# Make a Wish
「Make a Wish」（メイク・ア・ウィッシュ）は、日本のロックバンド・L'Arc〜en〜Cielのベーシスト、tetsuyaがTETSUYA名義で発表した通算9作目のシングル。2016年9月7日に発売。発売元はEMI Records。

## 解説
前作「lonely girl」から約5年11ヶ月ぶりとなるシングル。シングル「Time goes on 〜泡のように〜」と同時発売された。
本作は当初、2015年9月に再始動させたTETSUYA主宰のレーベル、SPROUSE（読み：スプラウズ）より、2015年12月16日に発売される予定だったが、レーベルと協力関係にあったブラザー工業、エクシング（JOYSOUND）、テイチクエンタテインメントの3社と理念の違いを埋められず、提携が解消されたことで、一旦発売中止となっていた。その後、TETSUYAは2016年6月9日に、ユニバーサルミュージック内のEMI Recordsに移籍することになり、本作が2016年9月7日にようやくリリースされることになった。
表題曲「Make a Wish」は、シンプルなパワーコードと、煌びやかなアルペジオがのせられたメロディアスなロックナンバーとなっている。この曲は、詞・曲ともにPlayStation 4/PlayStation Vita用ゲーム『イグジストアーカイヴ -The Other Side of the Sky-』に向けて書き下ろされており、TETSUYAは「ゲームのイメージや、キーワードになる言葉をいろいろ教えていただいて、それから曲作りに取り掛かりました」と述べている。また、TETSUYAは音楽雑誌『ROCKIN'ON JAPAN』のインタビューで、楽曲制作について「ソロでも5年ぶり（のシングル）なんですけど、バンド（L'Arc〜en〜Ciel）のほうも特に僕は曲を書いてないですから。"Make a Wish"みたいな僕の王道の曲をしばらく世に出せてないストレスもあったのかもしれないですね。だから5年ぶりのシングルは1番得意な王道のキラーチューンで出したいと思って作りました」と述べている。ちなみにTETSUYAは、この曲のベースフレーズについて「ちょっとアスリートな気分で弾いてますね。トレーニングしている感じっていうか、ちょっと無機質に弾いていて」「ギターの室姫（深）君とアレンジを煮詰める中でベースラインを決めていきました。足したり引いたりして。引くことのほうが多かったかな。意識的に、シンプルであまり動かない方向に持っていったんです。歌メロとの絡みを考えると、そのほうが良いだろうというのがあったから。シンプルなベースということもあって、ちょっと弾いて、それをコピペしてコピペして、フレーズを作っていった」と述べている。また、歌詞はゲームの世界観に加え、この当時にTETSUYAが抱いていた想いをのせたリリックが綴られている。歌詞について、TETSUYAは「思うようにならないことは、世の中にはいっぱいあって。でも、そういう中でも気持ちを強く持って、前に進んでほしいということを歌っています」と述べている。
カップリングには、前作の表題曲「lonely girl」のリミックスバージョンが収録されている。なお、リミックスは、音楽プロデューサーユニットのJazzin' parkが手掛けている。
本作は、完全数量限定盤（CD+DVD+GOODS）、初回限定盤A（CD+DVD）、初回限定盤B（CD+DVD）、通常盤（CD）の4形態で発売されている。完全数量限定盤には、表題曲「Make a Wish」のミュージック・ビデオを収録したDVDに加え、オリジナルスマートフォンケース・カードケースが付属されている。また、初回限定盤Aには、表題曲「Make a Wish」のミュージック・ビデオのメイキングを収録したDVDが付属されている。さらに、初回限定盤Bには、2012年10月3日に渋谷公会堂で開催したライヴ「TETSUYA LIVE 2012 "THANK YOU"」より「EDEN」「wonderful world」のライヴ映像を収録したDVDが付属されている。

## 収録曲
| #  | タイトル                          | 作詞     | 作曲    | 編曲 / リミックス          | 時間 |
| -- | --------------------------------- | -------- | ------- | -------------------------- | ---- |
| 1. | 「Make a Wish」                   | TETSUYA  | TETSUYA | 室姫深・TETSUYA（編曲）    | 4:37 |
| 2. | 「lonely girl Jazzin'park Remix」 | 矢沢あい | TETSUYA | Jazzin' park（リミックス） | 4:26 |
| 3. | 「Make a Wish -Instrumental-」    |          | TETSUYA | 室姫深・TETSUYA（編曲）    | 4:33 |

## 完全数量限定盤・初回生産限定盤付属DVD

### 完全数量限定盤付属DVD
1. 「Make a Wish」Music Clip
ディレクター：大喜多正毅

### 初回限定盤A付属DVD
1. 「Make a Wish」Music Clip / メイキング映像

### 初回限定盤B付属DVD
1. 「TETSUYA LIVE 2012 "THANK YOU"」（2012.10.3渋谷公会堂）より「EDEN」ライヴ映像
2. 「TETSUYA LIVE 2012 "THANK YOU"」（2012.10.3渋谷公会堂）より「wonderful world」ライヴ映像

## 参加ミュージシャン
- Make a Wish
  - TETSUYA：Vocals, Bass & Guitar Solo
  - 室姫深：Guitars, Acoustic Guitar, Keyboards & Programming
  - 村石雅行：Drums
  - 小池敦：Programming

## 収録アルバム
- 『STEALTH』 (#1)

## タイアップ
Make a Wish
- PlayStation 4、PlayStation Vita用ゲーム『イグジストアーカイヴ -The Other Side of the Sky-』オープニングテーマ